# AJ・マッキー
AJ・マッキー（AJ McKee、1995年4月7日 - ）は、アメリカ合衆国の男性総合格闘家。出身。ボディショップ・フィットネス所属。元Bellator世界フェザー級王者。Bellatorフェザー級ワールドグランプリ優勝。

## 来歴
2012年、父アントニオ・マッキーのコーチの下、17歳でアマチュア総合格闘技デビュー。

### Bellator
2015年4月10日、Bellator 136でプロ総合格闘技デビュー。マルコス・ボニージャにリアネイキドチョークで1R一本勝ち。
2017年11日10日、Bellator 187でブライアン・ムーアと対戦。3Rにリアネイキドチョークで一本勝ちを収め、デビューからの連勝を10に伸ばし、ベン・アスクレンとマイケル・チャンドラーが保持していたBellatorの最多連勝記録を更新した。
2019年5月11日、Bellator 221で元Bellator世界フェザー級王者のパット・カランと対戦し、3-0の判定勝ち。
2019年9月28日、Bellator 228のBellatorフェザー級ワールドグランプリ1回戦でジョージ・カラカニヤンと対戦し、左フックからのパウンドで開始8秒のKO勝ち。グランプリ準々決勝に進出した。
2019年12月21日、Bellator 236のBellatorフェザー級ワールドグランプリ準々決勝でデレック・カンポスと対戦。腕ひしぎ三角固めで3R一本勝ち。グランプリ準決勝に進出した。
2020年11月19日、Bellator 253のBellatorフェザー級ワールドグランプリ準決勝で元Bellator世界バンタム級王者のダリオン・コールドウェルと対戦し、ネッククランクで1R一本勝ち。グランプリ決勝に進出した。

#### Bellator世界王座獲得・フェザー級ワールドグランプリ優勝
2021年7月31日、Bellator 263のフェザー級ワールドグランプリ決勝として行われたBellator世界フェザー級タイトルマッチで王者パトリシオ・ピットブルに挑戦。左ハイキックでぐらつかせ追撃の左アッパーでダウンを奪い、最後はスタンドのギロチンチョークで1Rテクニカル一本勝ち。王座獲得に成功するとともに、グランプリ優勝を果たし優勝賞金100万ドル（約1億1000万円）を獲得した。
2022年4月15日、Bellator 277のBellator世界フェザー級タイトルマッチでフェザー級ランキング1位の挑戦者パトリシオ・ピットブルと再戦し、僅差で0-3（47-48✕2、46-49）の5R判定負け。王座から陥落した。
2022年10月1日、ライト級転向初戦となったBellator 286でスパイク・カーライルと対戦し、3-0の判定勝ち。
2022年12月31日、RIZIN初出場となったRIZIN.40のRIZIN×BELLATOR全面対抗戦の大将戦でRIZINライト級王者ホベルト・サトシ・ソウザと対戦し、3-0の判定勝ち。尚、デビューからベラトールを主戦場としてきたマッキーはケージの経験のみで、この試合がキャリア初のリングでの試合となった。
2023年7月30日、超RIZIN.2のBellatorライト級ワールドグランプリ1回戦でライト級ランキング2位のパトリッキー・ピットブルと対戦予定であったが、黄色ブドウ球菌感染症を発症したため、大会を欠場し、グランプリから離脱することとなった。
2023年11月17日、Bellator 301でライト級ランキング5位のシドニー・アウトローと対戦。再三に渡りテイクダウンを奪われるも、ボトムポジションからの肘打ちやパンチでポイントを重ね3-0の判定勝ち。
2024年2月24日、PFL vs. Bellator: Champsで2023年PFLライト級トーナメント準優勝のクレイ・コラードと対戦し、腕ひしぎ十字固めで1R一本勝ち。

## 人物・エピソード
- 元総合格闘家のアントニオ・マッキーは父親。
- Bellatorにおける最多連勝記録「18」を保持する。
- 試合入場の花道では札束をばら撒くパフォーマンスを行う[4]。
- 日本で開催されたRIZIN.40出場時には、試合前に日本で10万ドル（約1,300万円）で購入した本物の鎧兜を着用して入場した[7]。

## 戦績
| 総合格闘技 戦績 | 総合格闘技 戦績 | 総合格闘技 戦績 | 総合格闘技 戦績 | 総合格闘技 戦績 | 総合格闘技 戦績 | 総合格闘技 戦績 |
| --------------- | --------------- | --------------- | --------------- | --------------- | --------------- | --------------- |
| 25 試合         | (T)KO           | 一本            | 判定            | その他          | 引き分け        | 無効試合        |
| 23 勝           | 6               | 8               | 9               | 0               | 0               | 0               |
| 2 敗            | 0               | 0               | 2               | 0               | 0               | 0               |

| 勝敗 | 対戦相手                 | 試合結果                                   | 大会名 | 開催年月日     |
| ○    | アクメド・マゴメドフ     | 5分3R終了 判定3-0                          | PFL Africa 1: Cape Town 2025                                                                                      | 2025年7月19日  |
| ×    | ポール・ヒューズ         | 5分3R終了 判定1-2                          | PFL Super Fights: Battle of the Giants                                                                            | 2024年10月19日 |
| ○    | クレイ・コラード         | 1R 1:10 腕ひしぎ十字固め                   | PFL vs. Bellator: Champs                                                                                          | 2024年2月24日  |
| ○    | シドニー・アウトロー     | 5分3R終了 判定3-0                          | Bellator 301: Amosov vs. Jackson                                                                                  | 2023年11月17日 |
| ○    | ホベルト・サトシ・ソウザ | 5分3R終了 判定3-0                          | RIZIN.40 【RIZIN×BELLATOR全面対抗戦 大将戦】                                                                      | 2022年12月31日 |
| ○    | スパイク・カーライル     | 5分3R終了 判定3-0                          | Bellator 286: Pitbull vs. Borics                                                                                  | 2022年10月1日  |
| ×    | パトリシオ・ピットブル   | 5分5R終了 判定0-3                          | Bellator 277: McKee vs. Pitbull 2 【Bellator世界フェザー級タイトルマッチ】                                        | 2022年4月15日  |
| ○    | パトリシオ・ピットブル   | 1R 1:57 ギロチンチョーク                   | Bellator 263: Pitbull vs. McKee 【Bellator世界フェザー級タイトルマッチ/Bellatorフェザー級ワールドグランプリ決勝】 | 2021年7月31日  |
| ○    | ダリオン・コールドウェル | 1R 1:11 ネッククランク                     | Bellator 253: Caldwell vs. McKee 【Bellatorフェザー級ワールドグランプリ準決勝】                                   | 2020年11月19日 |
| ○    | デレック・カンポス       | 3R 1:08 腕ひしぎ三角固め                   | Bellator 236: Macfarlane vs. Jackson 【Bellatorフェザー級ワールドグランプリ準々決勝】                             | 2019年12月21日 |
| ○    | ジョージ・カラカニヤン   | 1R 0:08 KO（左フック→パウンド）            | Bellator 228: Pitbull vs. Archuleta 【Bellatorフェザー級ワールドグランプリ1回戦】                                 | 2019年9月28日  |
| ○    | パット・カラン           | 5分3R終了 判定3-0                          | Bellator 221: Chandler vs. Pitbull                                                                                | 2019年5月11日  |
| ○    | ダニエル・クロフォード   | 1R 3:19 アナコンダチョーク                 | Bellator 212: Primus vs. Chandler 2                                                                               | 2018年12月14日 |
| ○    | ジョン・マカパ           | 1R 1:09 KO（左フック）                     | Bellator 205: McKee vs. Macapa                                                                                    | 2018年9月21日  |
| ○    | ジャスティン・ローレンス | 5分3R終了 判定3-0                          | Bellator 197: Chandler vs. Girtz                                                                                  | 2018年8月13日  |
| ○    | ブライアン・ムーア       | 3R 0:42 リアネイキドチョーク               | Bellator 187: McKee vs. Moore                                                                                     | 2017年11月10日 |
| ○    | ブレア・タグマン         | 5分3R終了 判定3-0                          | Bellator 182: Koreshkov vs. Njokuani                                                                              | 2017年8月25日  |
| ○    | ドミニク・マゾッタ       | 1R 1:15 KO（左ハイキック）                 | Bellator 178: Straus vs. Pitbull 4                                                                                | 2017年4月21日  |
| ○    | ブランドン・フィリップス | 5分3R終了 判定3-0                          | Bellator 171: Guillard vs. Njokuani                                                                               | 2017年1月27日  |
| ○    | レイ・ウッド             | 5分3R終了 判定3-0                          | Bellator 166: Dantas vs. Warren 2                                                                                 | 2016年12月2日  |
| ○    | コーディ・ウォーカー     | 2R 0:32 ギロチンチョーク                   | Bellator 160: Henderson vs. Pitbull                                                                               | 2016年8月26日  |
| ○    | ダニーロ・ベルアルド     | 1R 2:44 TKO（スタンドパンチ連打→パウンド） | Bellator 152: Freire vs. Souza                                                                                    | 2016年4月16日  |
| ○    | JT・ドナルドソン         | 1R 3:19 KO（右膝蹴り）                     | Bellator 147: Thomson vs. Villaseca                                                                               | 2015年12月4日  |
| ○    | ジェームズ・バーンズ     | 1R 1:42 KO（左フック）                     | Bellator 141: Guillard vs. Girtz                                                                                  | 2015年8月28日  |
| ○    | マルコス・ボニージャ     | 1R 2:08 リアネイキドチョーク               | Bellator 136: Brooks vs. Jansen                                                                                   | 2015年4月10日  |

## 獲得タイトル
- 第9代Bellator世界フェザー級王座（2021年）
- Bellatorフェザー級ワールドグランプリ優勝（2021年）